# Charlie Dixon (cầu thủ bóng đá Anh, sinh năm 1891)
Charles Dixon (22 tháng 7 năm 1891 – sau 1926) là một cầu thủ bóng đá người Anh thi đấu ở vị trí hậu vệ. Ông đá chính cho câu lạc bộ North-Eastern League Darlington trước Thế chiến thứ nhất, và xuất hiện ở Football League cho Middlesbrough và Hartlepools United sau đó.